# Agalmyla insularis
Agalmyla insularis är en tvåhjärtbladig växtart som beskrevs av Olive Mary Hilliard och Brian Laurence Burtt. Agalmyla insularis ingår i släktet Agalmyla och familjen Gesneriaceae.

## Underarter
Arten delas in i följande underarter:
- A. i. insularis
- A. i. prionoides